# Meneur
Ne doit pas être confondu avec chef de file.
Au basket-ball, le meneur (en anglais : point guard) est le joueur qui dirige le jeu en attaque. C'est lui qui monte la balle à travers le terrain et annonce les différentes tactiques à mettre en place. Il sert de relais de l'entraîneur sur le terrain. Les qualités requises pour jouer à ce poste sont donc une bonne intelligence de jeu et de la lucidité même lorsque l'équipe est menée au score.
Le poste de meneur est stratégique au basket-ball car il s'agit du joueur par qui tous les ballons doivent circuler. Traditionnellement, le meneur est un joueur véloce, de relativement petite taille pour les standards du basket-ball (un peu plus de 1,80 m en moyenne dans les années 50 avec quelques joueurs autour de 1,70 m). Cette moyenne a considérablement augmenté, dépassant 1,88 m à partir des années 1970 pour s'établir à 1,92 m de moyenne pour la saison NBA de 1987. Cette moyenne est globalement restée stable de la fin des années 1960 aux milieux des années 2010, se situant entre 1,88 et 1,91 m. Depuis la fin des années 2010, la moyenne des meneurs dépasse 1,94 m(saison 2019) avec une recherche de joueurs de plus en plus polyvalents. Cependant, des exceptions existent, comme le joueur américain de 2,06 m Magic Johnson ou, en Europe, Antoine Rigaudeau (deux mètres).
Le mythe du pivot dominateur (Bill Russell, Kareem Abdul-Jabbar, etc.) conduit à une surreprésentation de ce poste dans le premier choix des Draft de la NBA, souvent source de désillusion. Dès lors, depuis le choix de Magic Johnson en 1979 (qui avait un physique hors norme pour le poste), seulement trois franchises ont sélectionné un meneur en numéro 1, les Chicago Bulls avec Derrick Rose à la draft 2008, les Washington Wizards avec John Wall à la draft 2010 et les Cleveland Cavaliers avec Kyrie Irving à la draft 2011. Des meneurs de grand talent ont ainsi été choisis souvent assez bas : John Stockton (no 16), Tim Hardaway (no 14), Steve Nash (no 15), Tony Parker (no 28) ou Gilbert Arenas (no 31, 2e tour).
Le terme de combo guard désigne un joueur mêlant les aptitudes de jeu du meneur et de l'arrière.

## Exemples de meneurs
Les meneurs qui se voient attribuer le titre de NBA Most Valuable Player sont Bob Cousy en 1957, Oscar Robertson en 1964, Magic Johnson en 1987, 1989, 1990, Steve Nash en 2005 et 2006, Derrick Rose en 2011, Stephen Curry en 2015 et 2016, et Russell Westbrook en 2017. Oscar Robertson est également NBA Rookie of the Year en 1961. Les autres récipiendaires du titre Rookie of the Year sont Earl Monroe en 1968, Ernie DiGregorio en 1974, Phil Ford en 1979, Mark Jackson en 1988, Jason Kidd en 1995, Steve Francis en 2000, Chris Paul en 2006, Derrick Rose en 2009, Tyreke Evans en 2010, Kyrie Irving en 2012, Damian Lillard en 2013, Michael Carter-Williams en 2014 et Ben Simmons en 2018.
Jerry West en 1969, Jo Jo White en 1976, Magic Johnson à trois reprises en 1980, 1982 et 1987, Isiah Thomas en 1990, Chauncey Billups en 2004, Tony Parker en 2007 sont les meneurs qui obtiennent un titre de MVP des finales.

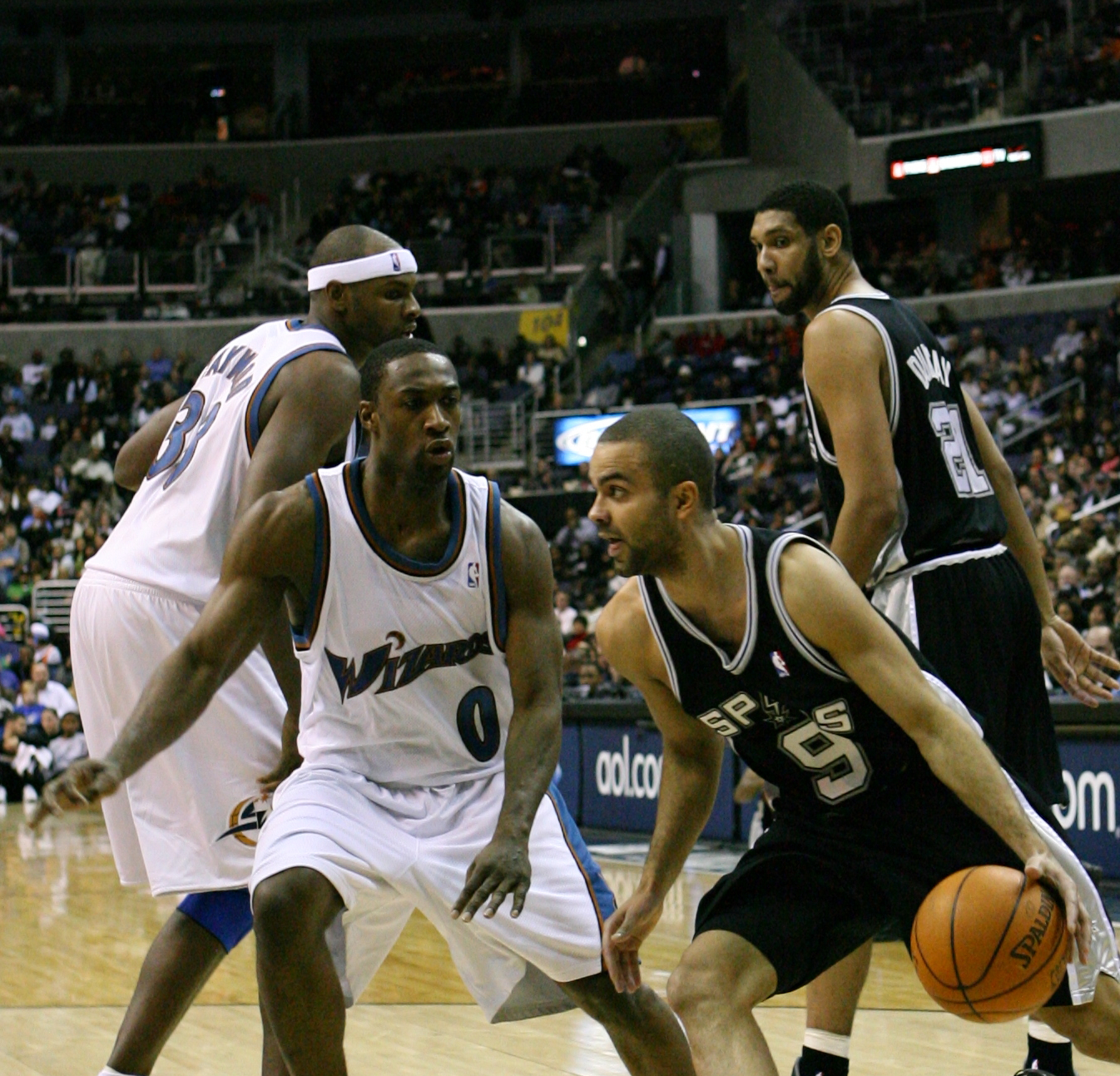
Tony Parker face à Gilbert Arenas lors de la saison 2007-2008.

En Europe, Theódoros Papaloukás en 2007, Miloš Teodosić en 2010 et Dimítris Diamantídis en 2011 reçoivent le titre de meilleur joueur de l'Euroligue (All-Euroleague MVP). Pierluigi Marzorati, Sasha Djordjević, Dimítris Diamantídis et Ricky Rubio sont les meneurs qui sont récompensés du titre de Mr. Europa récompensant le meilleur joueur européen.
En France, les meneurs les plus récompensés  à titre individuel sont Laurent Sciarra et Antoine Rigaudeau, plusieurs fois MVP français. Alain Gilles est également le meneur français ayant le plus gros palmarès.

## Exemples de meneuses
En WNBA, la Portugaise Ticha Penicheiro est la joueuse qui détient le plus grand nombre de passes décisives dans l'histoire de la ligue, devant l'Américaine Sue Bird, double championne olympique et double championne du monde et élue à neuf reprises dans le WNBA All-Star Game. Ces deux joueuses figurent dans la liste des quinze joueuses des 15 ans de la ligue. Deux autres meneuses font partie de cette liste : Dawn Staley, triple championne olympique, double championne du monde et élue au Women's Basketball Hall of Fame en 2012. L'autre meneuse est Teresa Weatherspoon, championne olympique et championne du monde, et également élue au Women's Basketball Hall of Fame.
En France, Yannick Souvré est la meneuse historique de l'Équipe de France : elle est la troisième joueuse française en termes de sélection et fait partie de l'équipe de France qui remporte son premier titre européen. Céline Dumerc lui succède à ce poste quelques années plus tard, apportant également un titre européen à sa sélection.